# جمعية وستمنستر العامة

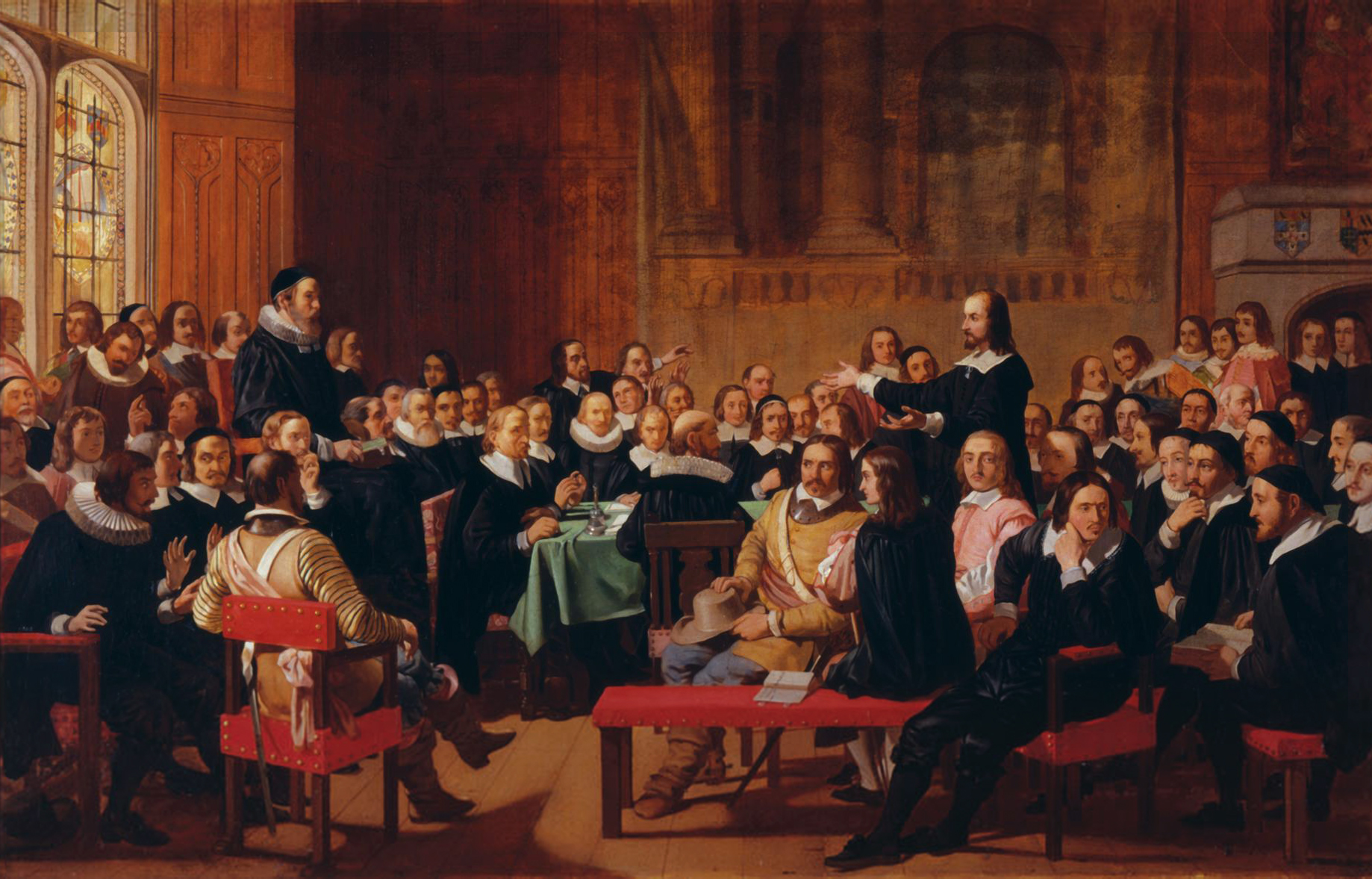
هَذِهِ اللَّوْحَة لِجُون رُوجْرِسْ هِرْبِرت تَصِفْ بِشَكْلٍ خَاص حَدِيثْ فِيلِيب نِى الْمُثِير لِلْجَدِلْ ضِدْ الْكَنِيسَة الْحُكُومِيَّة الْمَشْيَخِيَّة.

جمعية وستمنستر العامة التابعة للقساوسة هي جمعية مكونة من مجلس علماء اللاهوت (القساوسسة) وأعضاء البرلمان البريطانى المعينين لإعادة هيكلة الكنيسة البريطانية الذي حقق من عام 1643 إلى عام 1653 ويحضر أيضا العديد من شعب اسكتلندا ويعتمد عمل المجلس من الكنيسة الوطنية الموجودة في اسكتلندا ويتم استدعاء ما لا يقل عن 121 قسيسا ثم أضيف 19 آخرون مؤخرا بدلا من الذين لم يحضروا أو لم يستطيعوا الحضور على الأغلب. أصدر هذا المجلس للكنائس الموجودة في بريطانيا واسكتلندا ما يلى:-صورة جديدة بين الحكومة والكنيسة (وهي وثيقة وضعتها جمعية وستمنستر العامة للتعامل مع النظام المشيخى السياسى)، والإيمان النصرانى المصحح أو العقيدة الصريحة، وكتابان في المبادئ الدينية المسيحية بطريقة السؤال والجواب أو كتيبان للإرشادات الدينية المسيحية (مختصرة أو كبيرة)، وكتاب شعائرى: وهو مختص بتعليم الشعائرالدينية المسيحية. تم إقرار الجهر بالإيمان واعتماد كتيب مبادئ الدين النصرانى سؤال وجواب بوصفهم مقاييس عقائدية بكنيسة اسكتلندا وكنائس البريسبيتيريان (كنائس بروتاستينية) اللاتى يشكلن المعيار الدينى. تم اعتماد صيغ الإقرار المعدلة بالكنائس المستقلة (البروتاستينية) والكنائس المعمدانية في كل من إنجلترا وإنجلترا الجديدة (منطقة جغرافية تتألف من ست ولايات في الشمال الشرقى بالولايات المتحدة)، وأثر هذا الاعتماد في الشعب الإنجليزى وبالأخص في أصل الدين البروتاستينى الأمريكى.
استدعى البرلمان المعمرالمتأثر بفكر المتشددين في الدين (هو برلمان بريطانى استمر من عام 1640 حتى عام 1660) الجمعية العامة قبل وأثناء الحرب الإنجليزية الأولى (هي حرب قامت بين البرلمانيين والملكيين من عام 1642 إلى عام 1646).هؤلاء المتشددون في الدين هم حركة دينية تعارض سياسات الملك تشارلز الأول الدينية وتعارض كبير أساقفة كانتربرى «ويليام لود» وتسعى إلى إعادة هيكلة الكنيسة. هذه الحركة أجمعت على أن هذا الاجتماع سيؤدى إلى توافق الكنيسة البريطانية التي تدار بنظام الأسقفيين مع الكنيسة الأسكتلندية التي تدار بمذهب الكنيسة ال بريسبتارية باعتبار أن هذا جزء من التحالف العسكرى مع اسكتلندا.حضر المفوضون الاسكتلنديون وقدموا المشورة طبقا للتحالف وسببت الخلافات الناشئة بشأن الكنيسة الحكومية انقساما علنيا رغم محاولات الحفاظ على الوحدة.فضل الأغلبية من أحزاب القساوسة نظام الكنيسة المشيخية ولكن الظروف السياسية والعسكرية تسببت في التأثير العظيم على أطراف الكنيسة الأبرشية. فضل الأبراشيون إدارة الجمعيات الدينية ذاتيا بدلا من الخضوع لأى من الجمعيات الإقليمية والوطنية المنطوى عليها نظام الكنيسة المشيخية. وفي النهاية أقر البرلمان شكل الحكم بالكنيسة المشيخية ولكنه يفتقر إلى القوة المنشودة بالكنيسة المشيخية.وأثناء استعادة الملكية عام 1660 تم التنصل من جميع وثائق الجمعية وأعيدت حكومة الكنيسة الأسقفية إلى إنجلترا.
عملت الجمعية في المذهب اللاهوتى البروتستانى المعروف باسم التراث الكلفينى. هذا المذهب يأخذ الكتاب المقدس على أنه كلمة الله الموثوقة واللتى يجب أن يستند إليها كل التفكير اللاهوتى فالذات الإلهية تلتزم بالمذهب المصلح للأقدار-وهو أن الله يختار أناسا ينقذهم ويستمتعوا بالحياة الأبدية بدلا من العقاب الأبدى. كان هناك بعض الخلاف في الجمعية حول مبدأ الخلاص الخاص-وهو أنَّ المسيح مات فقط من أجل أولئك المختارين للخلاص.عُقِدَت الجمعية أيضا لإصلاح العهد اللاهوتى، وهو اطار لتفسير الكتاب المقدس.إنَّ اعتراف الجمعيّة هو من أجل تعليم مذهب يسمى بعهد الأعمال الّذى يبين أنّه قبل سقوط الإنسان ("سقوط الإنسان" هو مصطلح يستخدم في المسيحية يصف انتقال الرجل الأوّل والمرأة الأُولى من حالة الإذعان الكامل للإله إلى حالة الإدانة بعدم طاعة الأوامر) وعد الله آدم بالحياة الأبديَّة بشرط أن يطيغ اللّه تماما، وهذا أول الاعترافات الإيمانيّة بمختلف الكنائس الإصلاحية.

## المعلومات الأساسيَّة
استدعى البرلمان جمعية وستمنستر العامة أثناء فترة ازدياد العداوة بين تشارلز الأول ملك إنجلترا واسكوتلندا والبيورتانين[المتشددون]. يمكن تمييز المتشددون بإصرارهم على أنَّ ممارسات العبادة ينبغى أن تُدعم بشكل ضمني أو صريح من خلال الكتاب المقدس، في حين أنّ خصومهم يعطون السلطة الأكبر للعادات التقليدية.كان المتشددون يعتقدون أن كنيسة 

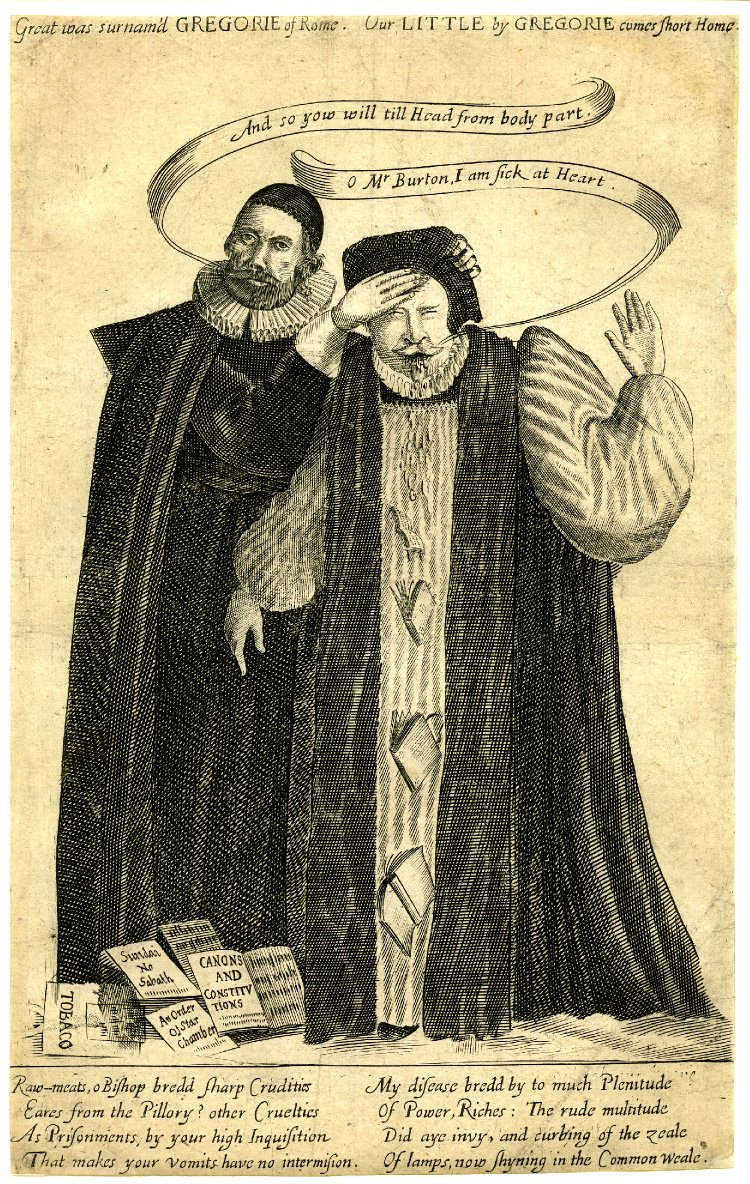
تُصوِّر هذه المطبوعة الساخرة التي ترجع إلى عام 1645 المطران ويليام لود والبيريتان هنري بورتون حيث تم قطع آذان بيرتون كعقوبة لانتقاد لامود ويشير حوارهم إلى قطع رأس Laud بعد محاكمته من قبل البرلمان.

إنجلترا اللتى انفصلت عن الكنيسة الكاثوليكية خلال الإصلاح البريطانىّ لا تزال مُتأثرة بشدة بالكاثوليكية وسعوا لتخليص الكنيسة والأمة من أي من هذه التأثيرات المتبقية.فقاموا بتغيير النظام الأسقفى للكنيسة«التسلسل الهرمىّ للأساقفة».ولم يتركوا الكنيسة القائمة بحالها بعكس الانفصاليّون .لأنّ في عهد الملك تشارلز، وُضِعَ معارضى البيورتانيين في المناصب العليا للسلطة، وبالأخص ويليام لود الذي جُعِلَ رئيساً لأساقفة كانتربرى عام 1633 على الرغم من كبار هذه الكنائس كانوا أقليّة.أُجبِرَ المتشددون على إبقاء آرائهم خاصة وإلا سيواجهون الغرامات والسجن.شجّع ويليام لود المدافعين عن الأرمنيزيّة، وهي منظور لاهوتىّ يعارض الإصلاح اللاهوتى للمتشددين فأُعيدت ممارسات العبادة مثل الركوع في الشركة، والانحناء باسم المسيح، ووضع طاولات التواصل في الطرف الشرقي من الكنائس وبالنسبة للمتطرفين، يبدو أن هذه خطوة في اتجاه الكاثوليكية.كانت هناك أيضا صراعات بين الملك والاسكتلنديين، اللذين كان يحكم كنيستهم من قبل نظام يعرف باسم المشيخية، وهو نظام يضم الجمعيات المنتخبة. وأوضح جيمس الذي سلف تشارلز كملك لاسكتلنداأنّ تشارلز كان ينوي فرض عناصر من حكومة الكنيسة الأسقفية وكتاب الصلاة المشتركة على الاسكتلنديين ابتداءً من عام 1604. ويعتبرهذا بالنسبة للاسكتلنديين عودة إلى الكاثوليكية الرومانية. بالإضافة إلى ذلك فرض تشارلز اللغة الإنجليزية على كنيسة اسكتلندا في 1636 و 1637 فأدى ذلك إلى حرب الأساقفة الأولى بين تشارلز والاسكتلنديين في عام 1639. ودعا تشارلز ما أصبح يعرف باسم البرلمان القصير لجمع الأموال للحرب، لكنه سرعان ما حلها عندما شُرِعَ في التعبير عن المعارضة لسياساته.اضطّر تشارلز إلى استدعاء برلمان آخر لِجمع أموال اضافيّة بعد حرب الأساقفة الثانية مع الأسكتلنديين في عام 1640.
بدأ أيضا ما أصبح يعرف باسم البرلمان الطويل في التعبير عن مظالم مبهمة ضد تشارلز، والتي كان الكثير منها ذا طابع دينىّ.وكان لدى البرلمان العديد من الأعضاء البيوريتانيين المتعاطفين، الذين عارضوا بشكل عام النظام الأسقفىّ الحالى، لكن لم يكن هناك اتفاق كبير حول الشكل الذي يجب أن تتخذه الكنيسة. في وقت لاحق من عام 1640، تم تقديم التماس الجذر والفرع [هوالتماس قُدِّمَ إلى البرلمان في 11 ديسمبر 1640، داعياً إلى إلغاء الحكومة الأسقفية لكنيسة إنجلترا] إلى مجلس العموم «مجلس النواب في البرلمان» وتم التوقيع عليه من قبل حوالى 15000 من سكان لندن وهو يدعوا إلى القضاء التام على النظام الأسقفىّ فَنُظِّمَت لجان في مجلس العموم لإصدار إصلاحات دينية، مما أدى إلى سجن رئيس الأساقفة لود وأنصاره في برج لندن كرد على قمعهم للمتطرفين.كما أُلْغِيَت محكمة العدل العليا ودائرة النجم، وهي المحاكم التي ألغت العقوبات الصارمة على المنشقين البوريتانيين.

## دعوة الجمعية العامة

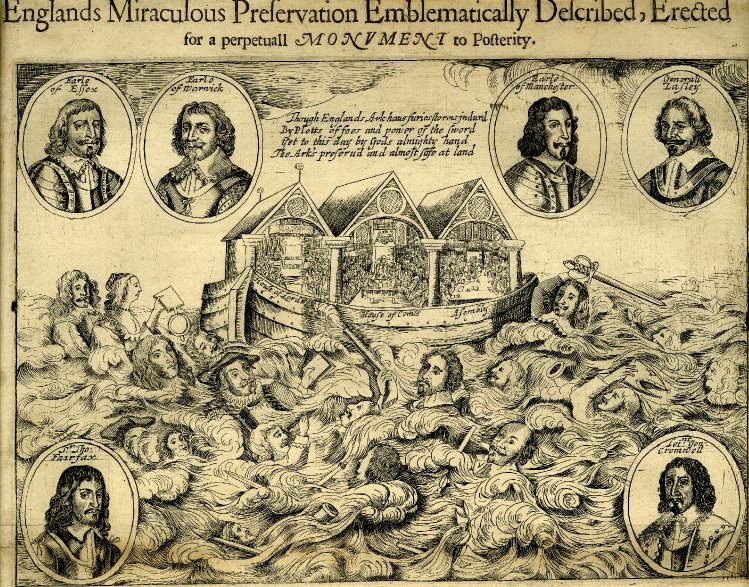
يوضح هذا العرض المجازي عام 1646 دورتي البرلمان وجمعية وستمنستر على تابوت على بحر يغرق فيه الملكيون. تدعو قصيدة مرافقة الثلاثة "ثالوث الدولة".[14

عرِضَت فكرة الجمعية الوطنية للاهوتيين لتقديم المشورة للبرلمان حول المزيد من إصلاحات الكنيسة على مجلس العموم في عام 1641.كما تم تضمين هذا الاقتراح في الاحتجاج الكبير، وقائمة المظالم التي قدمها البرلمان إلى تشارلز في 1 ديسمبر في ذلك العام.وَرَدَّ تشارلز في 23 ديسمبر بأن الكنيسة لم تطلب أي إصلاحات. وفي عام 1642، أقرَّ البرلمان ثلاثة مشاريع قوانين غير مرغوب فيهم: تعيين جمعية ويشترط أن يتم اختيار أعضائها من قبل البرلمان. وكان تشارلز، الذي كانت الموافقة الملكية عليه حتّى تصبح تلك القوانين مشروعة، على استعداد للنظر فقط في مثل هذا التجمع إذا تم اختيار الأعضاء من قبل رجال الدين.كانت هذه هي الممارسة المتَّبَعَة لاختيار أعضاء الدعوة، وتجميع رجال الدين من كنيسة انكلترا.
في تحدٍ للملك، بين 12 فبراير و 20 أبريل من عام 1642، اختار كل وفد من مقاطعة إنجلترا في المشاعات إلهين، بالإضافة إلى اثنين لكل مقاطعة من ويلز، وأربعة في لندن، واثنان لكل جامعة (أوكسفورد وكامبريدج). وكان اختيار وفود المقاطعات للآلهة غالباً من مقاطعتهم، ولكن ليس دائمًا. اختار مجلس العموم الأعضاء بهذه الطريقة لضمان تمثيل دوائرهم المحلية في القرار.وأضاف مجلس اللوردات ومجلس الشيوخ بالبرلمان أربعة عشر اسمًا آخرون في 14 مايو ووافق عليهم مجلس العموم.وفي أثناء ذلك، استمرت العلاقات في التدهور بين الملك والبرلمان. رفع تشارلز المعيار الملكي في نوتنغهام في 22 أغسطس، بمناسبة بداية الحرب الأهلية الإنجليزية الأولى.قدّمت بداية الحرب الدعم لقضية الجمعية في البرلمان، لأن عقدها سيقنع الاسكتلنديين بأن البرلمان جاد في إصلاح الكنيسة وتحفيز الأسكتلنديين على مساعدتهم.ومن ناحية أخرى، أضافت الحرب ضغوطاً على البرلمان المزدحم أصلاً.
أصدر البرلمان أخيرا قانوناً لعقد الجمعية العامة على مسؤوليته الخاصة دون موافقة تشارلز في 12 يونيو 1643.فعينت الجمعية العامة ما يصل إلى 121 وزيراوثلاثين مراقبا ليس لهم حق التصويت بالبرلمان: عشرون من مجلس العموم، وعشرة من مجلس اللوردات.كادت الجمعية أن تكون إنجليزية بالكامل عندما عيّن البرلمان انجليز لمقاطعات ويلز، لكن الكنائس الفرنسية الأجنبية (كنائس اللاجئين البروتستانتيين من فرنسا الكاثوليكية) أرسلت وزيرين في لجميع أماكن جزر القناة.كان العديد من القساوسة علماء معترف بهم دولياً في الكتاب المقدس، واللغات القديمة، ودراسة حياة ومذاهب البابوات، ودراسة علم اللاهوت ومنهم أيضا العديد الوعًّاظ.احتفظ معظم هؤلاء اللاهوتيين بمواقعهم في الكنيسة خلال فترة ولاية وليام. ثم تم طرد بعضهم من تلك الكنائس أو استشهد بآرائهم في المحاكم الكنسية.هرب البعض إلى افريقيا، والبعض الآخر إلى المستعمرات الأمريكية. ومع ذلك، فإنهم جميعًا يعتبرون أنفسهم أعضاءً في كنيسة إنجلترا، وقد حصلوا على رسامة القساوسة الأسقفية. كان معظمهم ملتزمين، وهذا يعنى أنهم وافقوا على اتباع قانون التوحيد 1558 وكتاب الصلاة المشتركة.
كانت الجمعية تحت سيطرة البرلمان بشكل صارم، وكانت لمناقشة الموضوعات التي يوجهها البرلمان فقط ولم يُسمح لأعضاء الجمعية بذكر تضاربهم مع آراء الأغلبية أو مشاركة أي معلومات حول الإجراءات القانونية، إلا في الكتابة إلى البرلمان. اختار البرلمان، وهو عالم لاهوتى يحظى باحترام دولي، ليكون هو المدعى العام في الجمعية أو رئيسا لها. وبسبب مرض تويس الصحي، عمل كورنيليوس بورغيس، الذي عينه البرلمان كواحد من الخبراء الاستشاريين، كرئيس مؤقت لمعظم أعضاء الجمعية.
تمّ استبدال اثنان وعشرون عضوا من أعضاء الجمعية توفوا قبل عام 1649، وأشخاص لم يحضروا لأسباب أخرى بتسعة عشر آخرين. كما تم إضافة ثلاثة كتّاب ليس لهم الحق في التصويت في عام 1643.

## مراجعة تسعة وثلاثين مقال

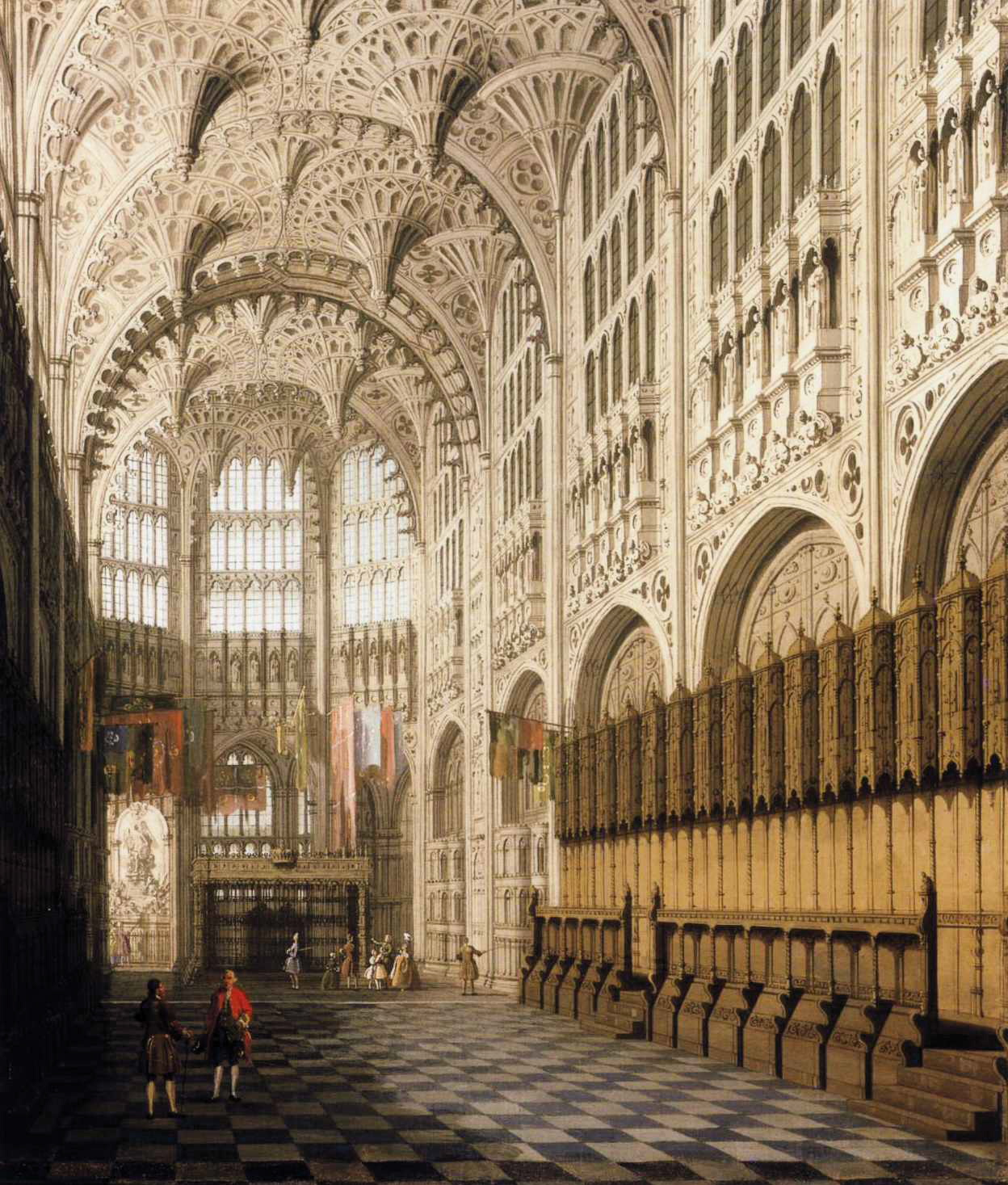
هذه اللوحة لـ كانالتو تظهر كنيسة هنرى السابع،مكان أول اجتماع للجمعيّة

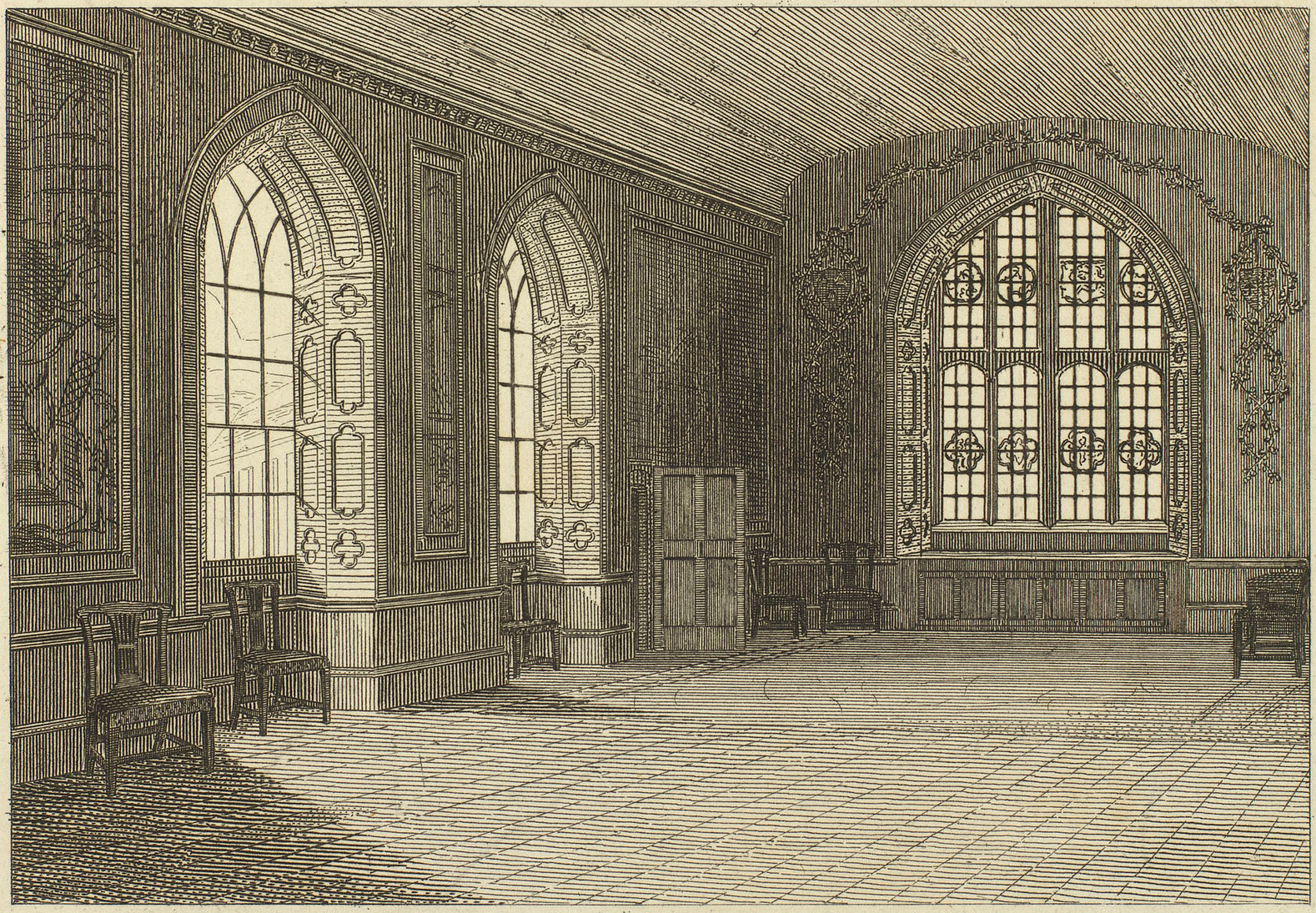
انتقال الجمعية إلى القاعة المقدسة في أكتوبر عام1643.

## مناقشة الحكومة الكنيسة

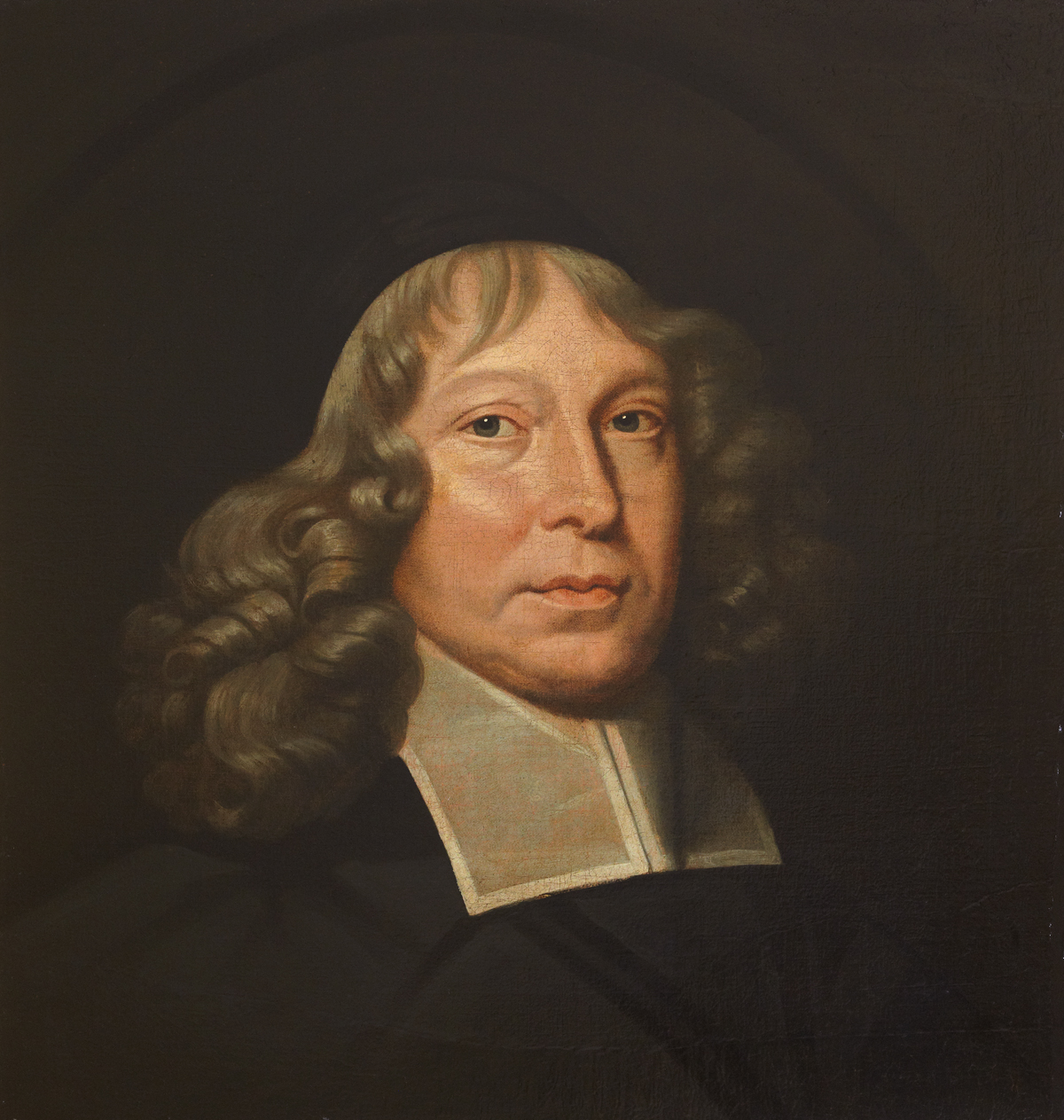
صموئيل رذرفورد أحد أبرز المفوضين الأسكتلنديين..

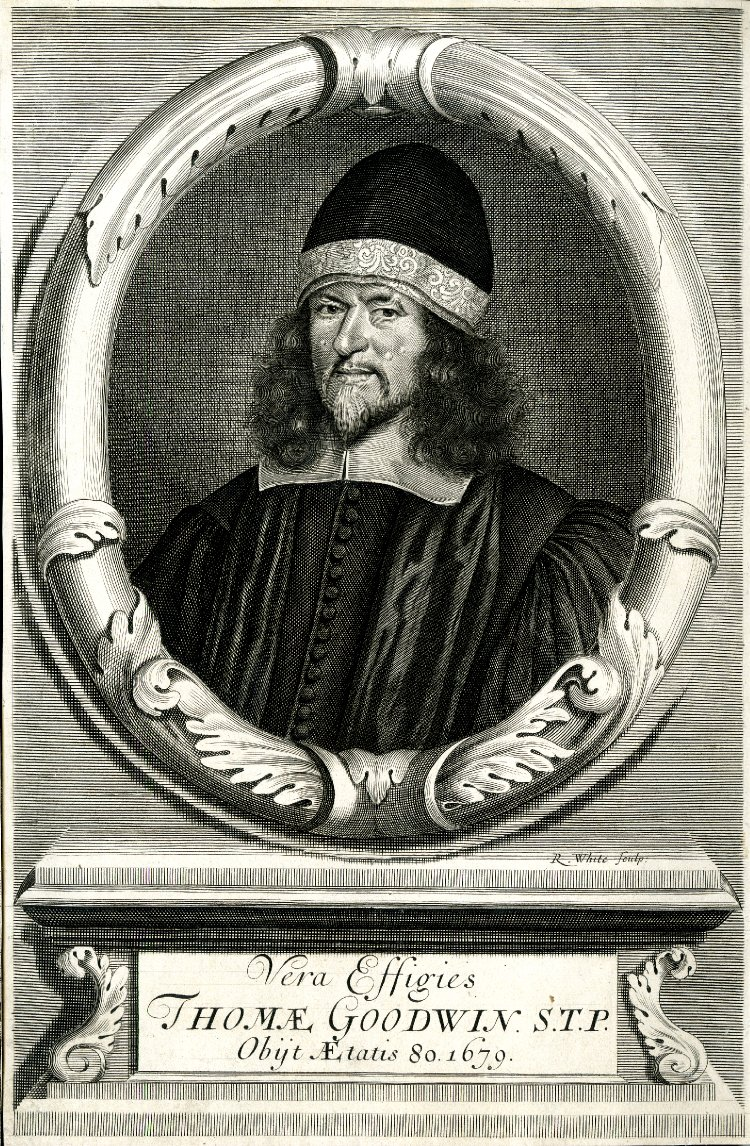
توماس جودوين أحد الإخوة المعارضين.

## الإقرار، التعاليم المسيحية، ودليل الشئون الدينية العامة

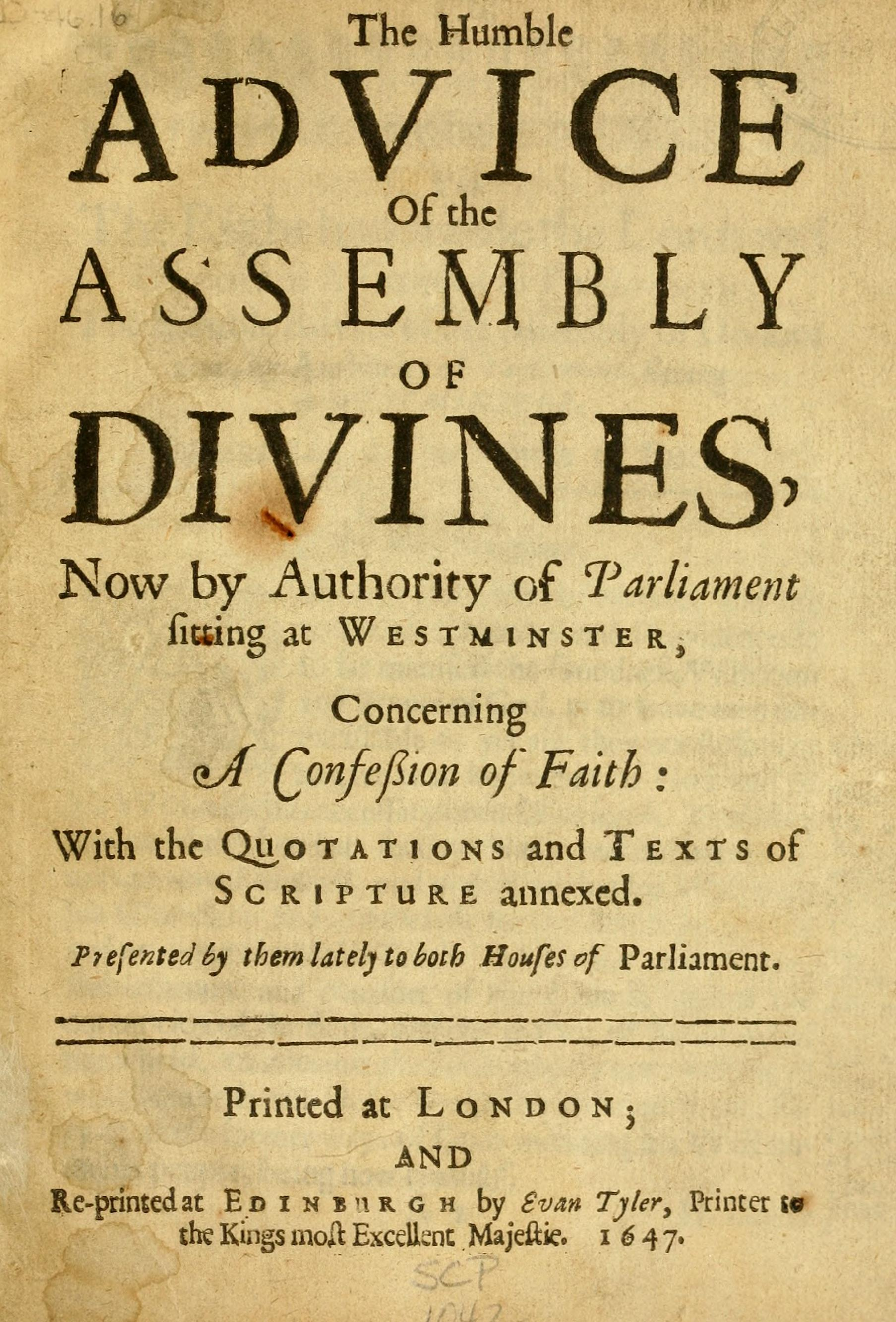
عنوان صفحة من الطبعة الأولى المنشورة من إعتراف ويستمنستر بالإيمان، تمت طباعتها بعد موافقة الجمعية العامة لكنيسة اسكتلندا عليها عام 1647